# Gerheserheide
De Gerheserheide is een heidegebied in de gemeenten Ham en Leopoldsburg. Het is eigendom van Natuurpunt.
Het gebied was een sterk verboste heide die door Natuurpunt in het begin van de jaren 2010 werd ontdaan van het grootste deel van de houtopslag. Na het openkappen van het terrein werden grote grazers ingezet om het terrein open te houden en verbossing te vermijden. Hierdoor ontstaat een gevarieerd, halfopen landschap waarin zowel heide, ruigtes en overgangzones hun plaats hebben. Het doel van deze ingreep is onder andere het terugbrengen van de nachtzwaluw naar dit gebied.
Een wandeling van 1km doorkruist het gebied.